# Tecuantiopa
Tecuantiopa är en ort i Mexiko.   Den ligger i kommunen Coyomeapan och delstaten Puebla, i den sydöstra delen av landet, 270 km sydost om huvudstaden Mexico City. Tecuantiopa ligger 1 461 meter över havet och antalet invånare är 141.
Terrängen runt Tecuantiopa är bergig åt nordost, men åt sydväst är den kuperad. Runt Tecuantiopa är det ganska tätbefolkat, med 120 invånare per kvadratkilometer. Närmaste större samhälle är Huautla de Jiménez, 14,8 km sydost om Tecuantiopa. I omgivningarna runt Tecuantiopa växer i huvudsak städsegrön lövskog.